# Оукхэмптон
Оукхэмптон — город и гражданский приход в Западном Девоне в английском графстве Девон. Он расположен на северной окраине Дартмура, и по переписи 2011 года его население составляло 5 922 человека. В городе расположены два избирательных округа (восточный и западный). Их общее население по той же переписи составляло 7500 человек.

## Физико-географическая характеристика
Окхэмптон находится в 21 миле (33 км) к западу от Эксетера, в 26 милях (42 км) к северу от Плимута и в 24 милях (38 км) к югу от Барнстапла.

## История
Окхэмптон был основан саксами. Самое раннее письменное упоминание о поселении относится к 980 году нашей эры как Окмундтюн, что означает поселение у реки Окмент, протекающей через город. Это было записано как место для освобождения рабов на перекрестке.
Как и многие города в Уэст-Кантри, Окхэмптон вырос за счет средневековой торговли шерстью. Известные здания в городе включают часовню Святого Джеймса (в русской транскрипции Иаков) 15-го века и замок Окхэмптон, который был основан норманнским шерифом Девона Болдуином ФитцГилбертом (ум. 1090) и ратушей Окхэмптона 17-го века.

## Военная инфраструктура
В Дартмуре есть крупный армейский тренировочный лагерь, до которого можно добраться через Окхэмптон, и который обычно называют «окхэмптонским лагерем». Он находится в ведении Учебного центра обороны и используется различными военными подразделениями, включая Учебный центр коммандос Королевской морской пехоты (CTCRM), Лимпстоун, Девон и многие учебные подразделения кадетов. Мероприятие Ten Tors проводится армией каждый год в начале мая из лагеря Окхэмптон. 

## Известные уроженцы
- Чёрчвард Джеймс — английский писатель-оккультист